# Noranda
Noranda est le nom d'une ancienne ville du Québec. En 1986, Noranda a fusionné avec la ville de Rouyn pour former la ville de Rouyn-Noranda. Noranda est aujourd'hui un quartier de la nouvelle ville.

## Histoire

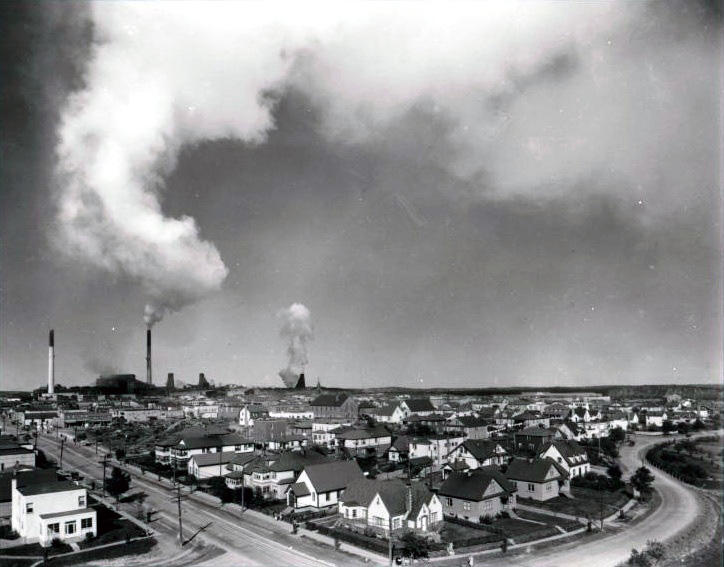
Ville de Noranda avec la fonderie Horne en 1942

Fondée en 1926, la ville de Noranda, fut conçue pour servir les besoins de la mine et de la fonderie Horne.
Cette ville fut constituée en vertu d'une loi spéciale. Plus scrupuleusement surveillée au début dans le tracé de ses rues et boulevards ainsi que dans l'organisation de ses utilités publiques, elle offre un caractère plutôt résidentiel et plus bourgeois que Rouyn. La politique municipale de Noranda se caractérise par la rareté de ses élections. Les maires et échevins ont toujours été élus par acclamation, et ce, jusqu'en 1962.
En juin 1934, la ville est le siège de la grève des Fros à la Noranda, alors que près de 300 ouvriers immigrants de la communauté se mobilisent pour tenter d'améliorer leurs conditions de travail. 

## Toponymie
Noranda, qui tire son nom de la juxtaposition des mots "Northern Canada" devait à l'origine prendre la forme de Norcanda, mais se mua en Noranda par suite de la négligence d'un imprimeur distrait.

## Démographie
| 1931  | 1941  | 1951  | 1956   | 1961   | 1966   | 1971   | 1976  | 1981  | 1986  |
| ----- | ----- | ----- | ------ | ------ | ------ | ------ | ----- | ----- | ----- |
| 2 246 | 4 576 | 9 672 | 10 323 | 11 477 | 11 521 | 10 741 | 9 809 | 8 767 | 8 730 |